# João Antônio Santos Abi-Eçab
João Antônio Santos Abi-Eçab (São Paulo, 4 de junho de 1943 – São João de Meriti, 8 de novembro de 1968) foi um estudante de Filosofia da Faculdade de Filosofia, Ciências e Letras da Universidade de São Paulo, militante do movimento estudantil e integrante da Vanguarda Popular Revolucionária (VPR) e da Ação Libertadora Nacional (ALN). Foi preso, torturado e executado junto com a esposa, Catarina Helena Abi-Eçab, pelo oficial do exército Freddie Perdigão Pereira, durante a ditadura militar brasileira.
Devido às circunstâncias da prisão, tortura e execução, a Comissão da Verdade o considera como uma das 434 vítimas do regime.

## Biografia
João Antônio Santos Abi-Eçab nasceu no dia 4 de junho de 1943, na cidade de São Paulo. Ingressou ao ambiente universitário como estudante de graduação de Filosofia da Faculdade de Filosofia, Letras e Ciências Humanas (FFLCH) da Universidade de São Paulo. Durante o curso, participou da Comissão de Estruturação de Entidades no XVIII Congresso da União Estadual dos Estudantes de São Paulo (UEE/SP), realizado em Piracicaba, entre 4 e 9 de setembro de 1965.
No ano seguinte, João Antônio integrou o Diretório Acadêmico da FFLCH. Durante esse tempo, conhece Catarina Helena Abi-Eçab, estudante de filosofia e militante da Vanguarda Popular Revolucionária, com quem contrai matrimonio em maio de 1968.

## Detenção no DOPS
No dia 1 de fevereiro de 1967, foi preso e detido no Departamento de Ordem Política e Social (DOPS/SP). Durante a custódia, foi indiciado por “terrorismo” por causa das suas supostas ligações às guerrilhas urbanas Vanguarda Popular Revolucionária (VPR) e da Ação Libertadora Nacional (ALN). No mesmo dia, foi solto por meio de habeas corpus.

## Suposta Morte
Segundo a versão policial, João Antônio Santos Abi-Eçab e Catarina Helena Abi-Eçab morreram devido à explosão do veículo em que viajavam no dia 8 de novembro de 1968, às 19 horas, no quilometro 69 da BR 116, próximo a Vassouras, estado do Rio de Janeiro. O automóvel carregava explosivos. De acordo com o boletim de ocorrência do acidente, foi dado ciência à polícia às 20 horas, do dia 8 de novembro de 1968.
Naquela noite, três policiais se dirigiram ao local constando que na altura do quilometro 69 da BR 116, o Volkswagen, de placa 349884/SP, dirigido por seu proprietário João Antônio dos Santos Abi-Eçab, tendo como passageira a sua esposa Catarina Helena Xavier Pereira, nome de solteira, havia colidido com a traseira do caminhão de marca Desoult, placa 431152/RJ, dirigido por Geraldo Dias da Silva, que não foi encontrado no local. O casal de ocupantes do Volkswagen faleceu no local. Após o exame de rotina, os cadáveres foram encaminhados ao necrotério local.
Apesar do laudo, testemunhas relataram que houve uma perseguição e que, por causa da alta-velocidade, o acidente aconteceu. Essa versão foi reforçada com reportagens de jornais que contradiziam com a versão oficial da polícia.
Conforme publicado pelo jornal Última Hora, no dia 20 de novembro de 1968, houve uma perseguição policial e tiros disparados contra o carro dos jovens - o que fez com que João perdesse o controle: "Apareceu, também, um motorista que teria visto o Volks em que viajavam João Antônio e Catarina. O chofer, cuja identidade é mantida em sigilo, afirmou que o carro dos estudantes era perseguido por uma viatura policial e que os agentes da lei disparavam sem cessar contra o Volks. Uma bala teria atingido João Antônio, que perdeu a direção e o carro bateu na traseira de um caminhão. Em resultado do choque violento, ambos os estudantes morreram".
Ainda em reportagem publicada pelo jornal Última Hora, mas dessa vez no dia 22, o investigador da polícia de Vassouras, Antônio Lanzzerotti, afirmou que é impossível acontecer um acidente conforme relatado pela versão oficial. "É impossível acontecer um desastre da forma como ocorreu no quilômetro 69. É verdade que na Rio–Bahia sempre há uma batida ou outra, mas nunca numa reta de quatro quilômetros. […] Há suspeitas de que o casal vinha sendo seguido e mais tarde empurrado contra o caminhão. Eu acho que é bem provável que isso tenha ocorrido".

## Prisão e execução
Em audiência da Comissão da Verdade do Estado de São Paulo, realizada em 16 de maio de 2013, o ex-militar Valdemar Martins de Oliveira relatou que o casal Abi-Eçab era suspeito pela execução do capitão do Exército dos Estados Unidos Charles Chandler em 12 de outubro de 1968. O assassinato teria sido organizado pela Ação Libertadora Nacional. Tal ação seria a razão pela qual João Antônio e Catarina teriam sidos presos no Rio de Janeiro.
Segundo Oliveira, os estudantes foram levados a um sítio em São João de Meriti, no Rio de Janeiro, onde passaram por sessões de torturas, numa das quais Catarina Helena Abi-Eçab faleceu. João Antônio Abi-Eçab foi morto com um tiro na cabeça pelo chefe da operação, Freddie Perdigão Pereira, agente da polícia considerado como um dos mais atuantes no aparelho de repressão do regime. Na denúncia, Oliveira detalha que, após as torturas e execuções dos estudantes, seus cadáveres foram colocados no Volkswagen, cheio de explosivos, e explodido contra o camião.

## Indenização do Estado à família
No dia 22 de dezembro de 2005, o então presidente da República, Luiz Inácio Lula Da Silva, assinou o decreto-lei que concedeu uma indenização a 8 vítimas da ditadura, baseando-se na Lei dos Desaparecidos Políticos do Brasil (lei n.º 9 140). Entre os nomes estão os familiares de João Antônio Santos Abi-Eçab e da Catarina Helena Abi-Eçab.